# Луиђи Лонго
Луиђи Лонго (итал. Luigi Longo; 1900 — 1980) био је италијански политичар, учесник Шпанског грађанског рата и Другог светског рата и народни херој Југославије.

## Биографија
Рођен је 15. марта 1900. године у Фубине Монферату крај Алесандрије у Италији. Са седамнаест година, под утицајем општих струјања у радничком покрету Италије, а посебно покрета у Торину, где се тада школовао и под утицајем Октобарске револуције, Лонго се потпуно определио за револуционарни раднички покрет, напустио техничке студије и постао професионални револуционар. У Социјалистичку партију Италије ступио је 1920. године.

### Рад у КП Италије и Коминтерни
Био је учесник Оснивачког конгреса Комунистичке партије Италије, јануара 1921. године. Као припадник левог комунистичког крила Социјалистичке партије Италије, заједно с Грамшијем и Тољатијем, активно је учествовао у припремама за отцепљење од Социјалистичке партије и за оснивање Комунистичке партије Италије, што се и остварило 1921. године.
Одмах после Конгреса у Ливорну, 1921. године, Лонго је постао руководилац омладинске организације КП Италије. Већ следеће, 1922. године, учествовао је у раду Четвртог конгреса Комунистичке интернационале у Москви. Годину дана касније, због „субверзивне делатности“, био је осуђен на десет месеци затвора. После изласка из затвора у Ређо Емилији, напали су га припадници фашистичких формација „сквадриста“ и нанели му тешке телесне повреде.
У време успона фашизма, торинска секција Комунистичке партије задужила је Лонга да организује и војнички припреми отпор фашистичком терору. На његову иницијативу, образоване су тада мање војне групе за отпор фашизму. Но због све већег нарастања фашизма и њиховог преузимања власти, Комунистичка партија је била присиљена да пређе у илегалност.
Лонго се, после Четвртог конгреса Коминтерне, илегално вратио у Италију и наставио револуционарни рад, након чега је убрзо изабран у Секретаријат федерације комунистичке омладине Италије. Као представник Федерације, 1926. године, отишао је у Извршни комитет Комунистичке омладинске интернационале у Москву. Од 1927. до 1932. живео је у Француској и активно учествовао у организовању илегалног рада комуниста у Италији. Од 1933. до 1935. године боравио је у Совјетском Савезу, где је радио као представник Комунистичке партије Италије у руководећим органима Коминтерне и као члан политичке комисије Коминтерне. Истовремено је био и члан Извршног комитета Коминтерне. После одласка из Москве, Лонго је у Бриселу, 1935. године, организовао антифашистички скуп који је осудио фашистичку Италију због њене агресије на Етиопију.

### Шпански грађански рат
У време Шпанског грађанског рата, Лонго је у почетку организовао пребацивање добровољаца, а затим и је сам ступио у одбрани републиканске Шпаније. Као политички комесар Друге интернационалне бригаде, био је учесник у свим већим окршајима, а у једној борби био је и рањен. После рањавања, преузео је дужност инспектора свих интернационалних бригада.
После завршетка грађанског рата у Шпанији, прешао је у Француску, где је преузео функцију председника италијанске народне уније, која је обухватила све Италијане-антифашисте у емиграцији.

### Други светски рат
Непосредно уочи почетка Другог светског рата, 1939. године, Лонго је, заједно с многим својим саборцима из Шпанског грађанског рата, ухапшен и одведен у концентрациони логор у Вернеу, да би 1941. године био предат Италијанима, који су га одвели у Италију и затворили у Вентотену. Ту је остао све до пада фашизма у Италији, 1943. године. Пошто је изашао из фашистичког затвора, одмах је организовао групе Покрета отпора у Риму и околини, а затим прешао на север земље, гдје је постао званични представник КП Италије у Комитету за национално ослобођење и истовремено командант партизанске бригаде „Гарибалди“.

### Деловање у италијанској политици
После ослобођења земље, Лонго је, као најближи сарадник Палмира Тољатија, веома активно учествовао у многим великим политичким акцијама револуционарног покрета Италије. После Тољатијеве смрти, 1964. године, Централни комитет КП Италије једногласно је изабрао Лонга за генералног секретара Партије, а од 1972. до краја живота био је председник ове најмногобројније комунистичке партије на Западу.
Лонго је 1955. године, као први представник једне западноевропске комунистичке партије, дошао у ФНР Југославију ради нормализовања односа између италијанских и југословенских комуниста. Прелазећи информбировске и стаљинистичке погледе и политику према Југославији и КПЈ, Лонго је, успостављајући тада личну везу с Титом, предано радио да се односи између две партије успешно развијају и да се поврати међусобно поверење.
Као доследан борац за праведне односе у међународном радничком покрету, Лонго је после Тољатијеве смрти свесрдно подржао његове идеје, које је он изразио у познатом „Про Меморију“ и изборио се да се овај документ објави и постане присутан у комунистичком покрету. Лонго је и сам био плодан стваралац, нарочито у области историјскополитичке публицистике, посебно о антифашистичкој борби и политици и теорији КП Италије.
Умро је 16. октобра 1980. године у Риму.
Поводом 80. годишњице рођења, „за изванредне заслуге у борби против фашизма и нацизма, као и за развијање пријатељских односа и сарадње између СФР Југославије и Републике Италије“, 11. марта 1980. године председник СФРЈ, Јосип Броз Тито, одликовао га је Орденом народног хероја Југославије.